# صفرا (لبنان)
صفرا، هي قرية لبنانية من قرى قضاء كسروان في محافظة جبل لبنان.

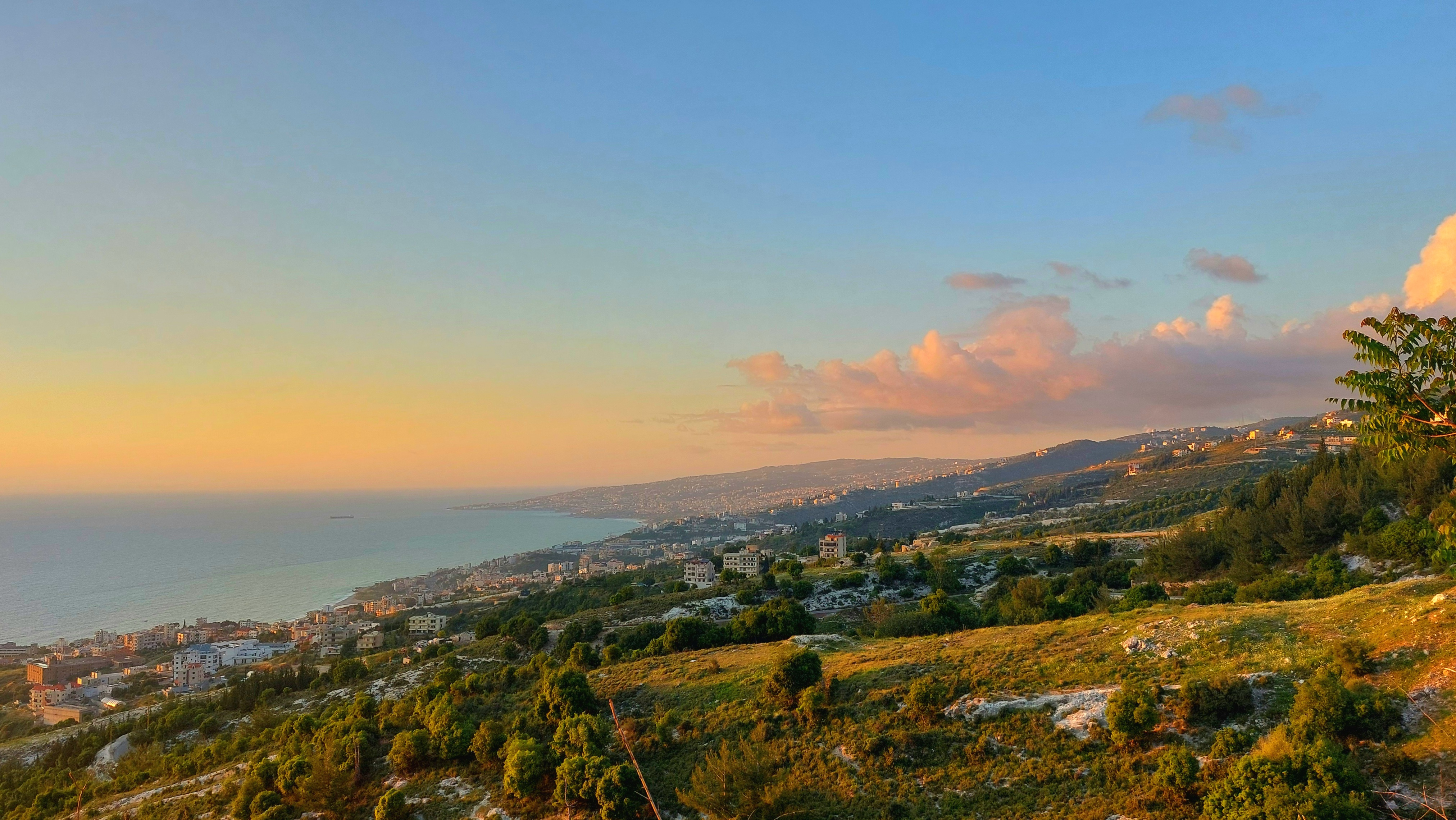
صورة بانورامية لصفرا

تبعد صفرا 29 كيلومتر عن بيروت عاصمة لبنان. ترتفع 150 مترا عن سطح البحر وتمتد على مساحة 306 هكتاراً (3.06 كيلو متر مربع).